# Médée (Longepierre)
Tragédie en 5 actes de Hilaire-Bernard de Longepierre, donnée en première à la Comédie-Française le 13 février 1694. Dans la préface à l’édition de la tragédie, Longepierre insiste de vouloir donner une version proche des anciens (Euripide et Sénèque) avec une action simple, sans ajouts d'amours superflus, et une Médée humaine, digne de notre pitié, comme l'exigeait Aristote d'une héroïne de tragédie.

## Personnages
Médée, fille d'Aete, roi de la Cochide et femme de Jason.
Jason, prince de Thessalie.
Créon, roi de Corinthe.
Créüse, fille de Créon.
Les enfants de Médée.
Rhodope, Confidente de Médée.
Iphite, Confident de Jason.
Cydippe, Confidente de Créüse.
Suite de Créon.

## Citations
- « J'ai osé tout pour lui ; pour lui j'ai tout quitté,
Pays, trône, parents, gloire, félicité.
 Il me coûte, l'ingrat ! jusqu'à mon innocence.
Je n'ai voulu que lui. Cruelle récompense !
Pour prix de cet amour, qui n'a voulu que lui,
Il me laisse sans rang, sans honneur, sans appui,
Sous un ciel étranger, criminelle, accablée,
Proscrite, fugitive, odieuse, exilée ;
Et seule à la merci d'un monde d'ennemis,
Que m'ont fait les forfaits que pour lui j'ai commis. » Médée à propos de Jason (II, 2, v. 323-332)

## Réception
« Ce qu’il y a de surprenant au sujet de cette pièce [Médée de Longepierre, qu’on vient de reprendre avec succès], c’est que personne n’ose la soutenir bonne, et que cependant tout le monde aime à la voir représenter » écrit l’abbé Pellegrin, dans sa Dissertation sur la tragédie de Médée.

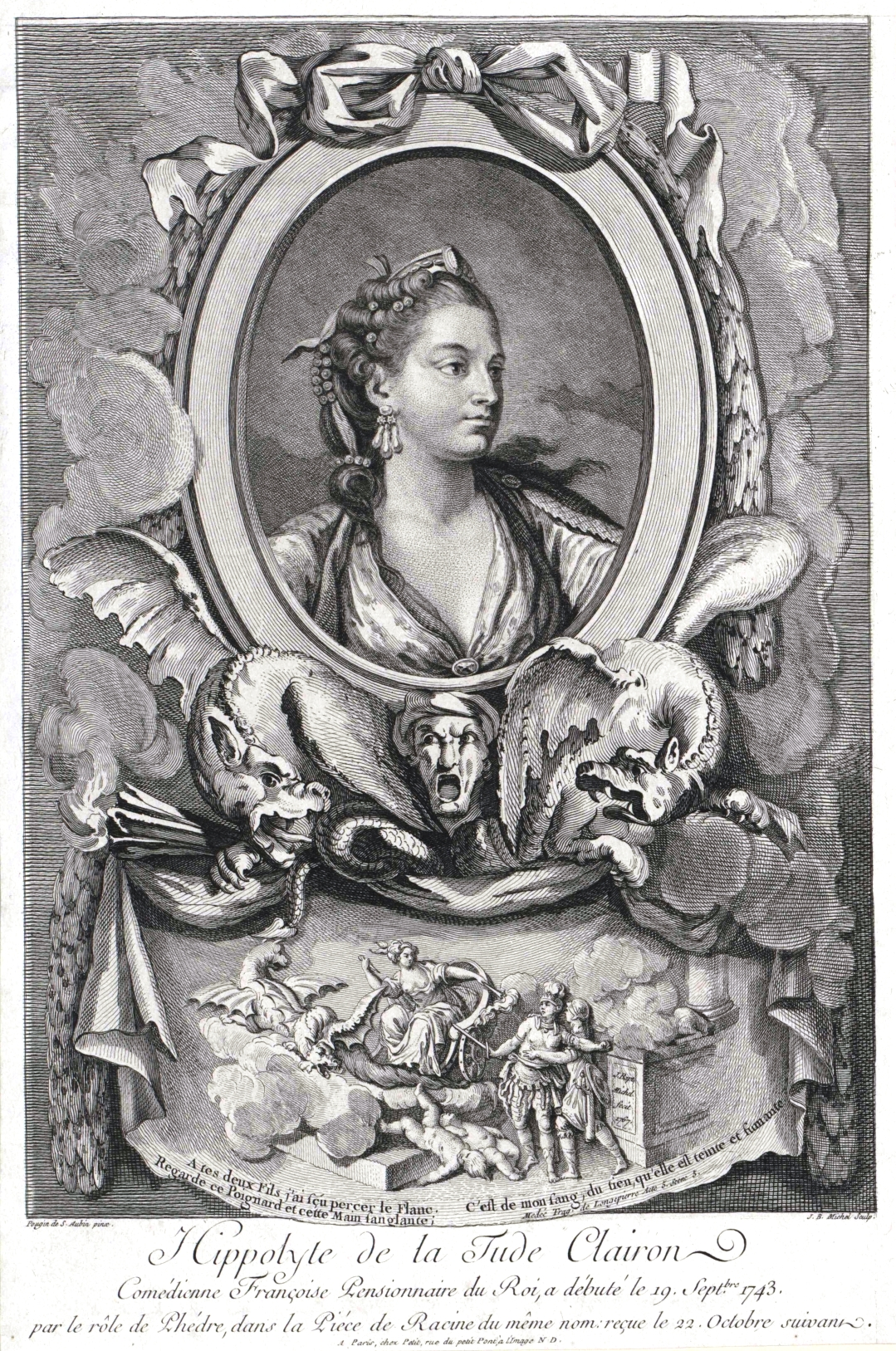
Portrait de Mlle Clairon au-dessus d'une scène de Médée de Longepierre (1767)

À partir de sa reprise en 1728 et durant tout le xviiie siècle, la Médée de Longepierre resta une valeur sûre du répertoire de la Comédie Française. Son rôle-titre de bravoure et son thème très familier au public, expliquent qu’elle fut reprise en moyenne tous les deux ans avec une à dix représentations, depuis sa création en 1694 jusqu’à la fermeture de la Comédie Française en 1793. Après la réouverture, la pièce resta jouée à une fréquence moindre jusqu’en 1813.
Médée, la grande sorcière, était un personnage emblématique de la mythologie grecque et d’entre ceux qu’on citait le plus. Pourtant, jusqu’à la fin du xviie siècle, Médée n’était que peu présente sur la scène française, le caractère plus monstrueux que tragique de la protagoniste rendant le sujet peu propre à être tourné en tragédie. La Médée de Pierre Corneille avait eu un premier succès, avait été reprise dans le répertoire de la troupe de la Comédie Française à la fusion des troupes en 1680, mais, pièce à machines coûteuse à monter, n’avait plus été jouée depuis. À part deux tragédies lyriques jouées qu’épisodiquement (Médée de Thomas Corneille et Marc-Antoine Charpentier 1693, sans reprises au xviiie siècle, et Médée et Jason de l’Abbé Pellegrin et Joseph-François Salomon, 1713, qui a connu 4 séries de reprises) et une tragédie tombée à la première (Médée de Jean-Marie-Bernard Clément, 1779), la Médée de Longepierre avait la scène pour elle seule.
Si la pièce s’est si longtemps maintenue au théâtre, c’est sans doute aussi que, sans être un chef-d’œuvre, la pièce avait suffisamment de qualités pour contenter son public. Faisant preuve d’une certaine efficacité, la pièce est bien construite, contient de dialogues plus qu’intéressants et donne l’occasion à l’actrice principale de briller dans toute une panoplie d’émotions, Médée passant par tous les registres, de l’amour et les pleurs d’humiliation jusqu’à la fureur et la soif de vengeance. Et surtout, malgré une certaine sobriété dans les moyens, c’est une pièce de la démesure, de l’horreur, rare à son époque. Elle confronte le public à une femme qui tue ses propres enfants à une époque où le respect des bienséances forçait les dramaturges à toutes sortes de compromis. Aucun poète dramatique osa, par exemple, montrer un Oreste qui assassine sa mère pour venger son père : il fallait recourir à une mort accidentelle de Clytemnestre au moment où Oreste tue Égée (voir Électre de Longepierre, de Crébillon père, ou Oreste de Voltaire).
En 1788, une nouvelle version est faite de la pièce pour qu’elle réponde mieux aux exigences de l’époque.

### Editions
Hilaire-Bernard de Longepierre, Médée, tragédie (1694). Ed. T. Tobari. Paris: Nizet, 1967. (ISBN 
Hilaire-Bernard de Longepierre, Médée, Tragédie. Suivie du Parallèle de Monsieur Corneille et de Monsieur Racine (1686) et de la Dissertation sur la tragédie de Médée par l'abbé Pellegrin (1729). Ed. Emmanuel Minel. Paris: Honoré Champion, 2000.  (ISBN 2-7453-0207-8)